# Templo y exconvento de San Juan de Sahagún (Salamanca)
El Templo y exconvento de San Juan de Sahagún se encuentra localizado en la ciudad de Salamanca, Guanajuato, México. Constituye uno de los monumentos históricos de mayor importancia de la ciudad y del estado de Guanajuato; su principal estilo arquitectónico es el barroco, aunque también tiene pequeñas muestras de estilos herreriano y renacentistas. La construcción se inició en 1642, y fue terminada a finales de 1706.
Ambos claustros del convento hoy en día son centros culturales. Desde 1984 el claustro menor funge como Casa de la Cultura de Salamanca y fue restaurado de 2007 a 2011. Desde 2002 el claustro mayor es sede del Centro de las Artes de Guanajuato.

## Historia

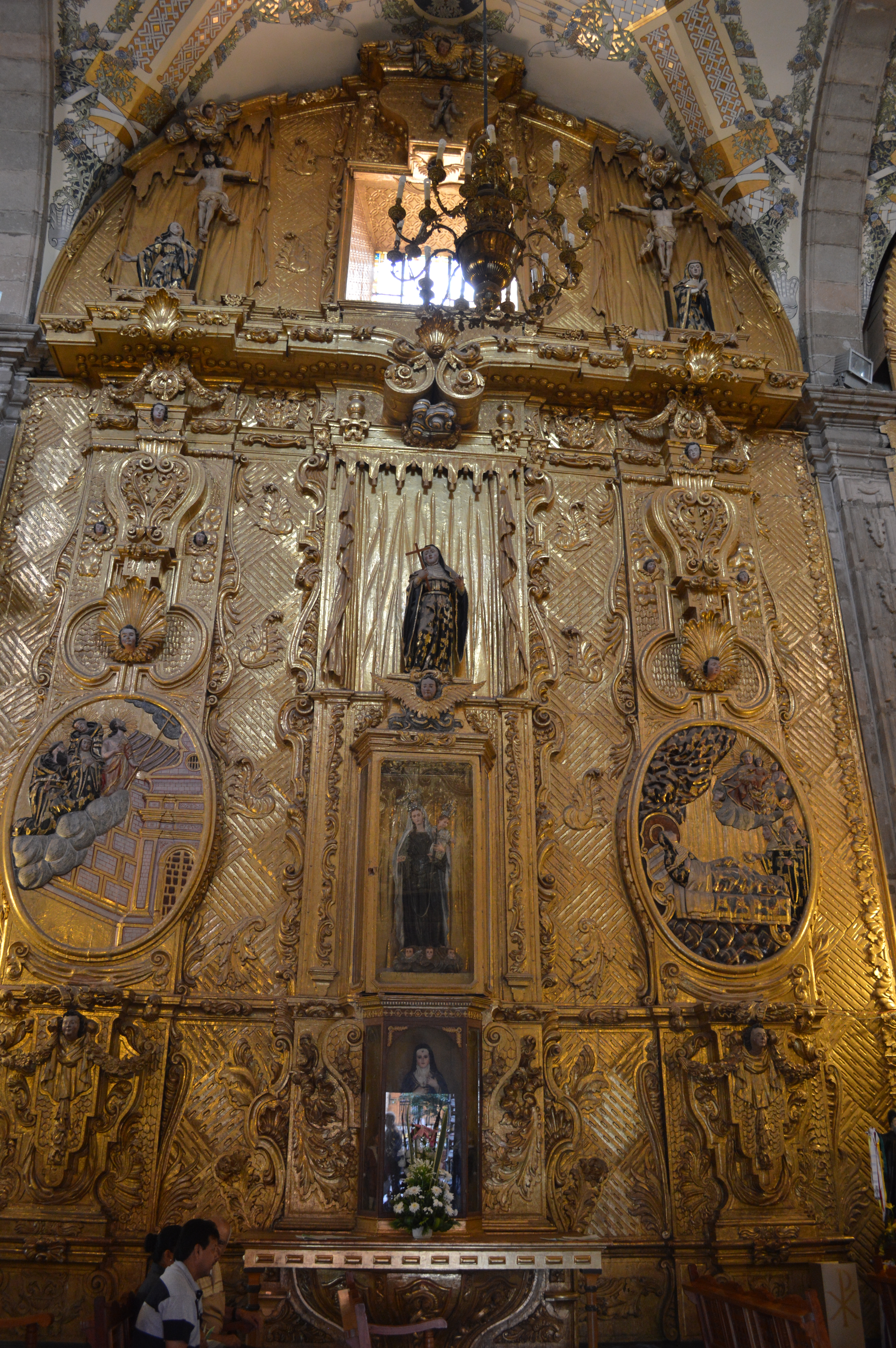
Uno de los retablos churriguerescos del.

Frailes agustinos llegaron a tierras michoacanas en 1537 con la fundación de una ermita en Tiripetío, en el actual municipio de Morelia. La Orden Agustiniana se pudo extender en diferentes direcciones gracias a la llegada de muchos misioneros, culminando con la creación de la Provincia del Santo Nombre de Jesús con sede en la Ciudad de México en 1568. Los agustinos se extendieron en el occidente, especialmente en la zona del pueblo purépecha, donde se encontraron también con la orden Franciscana. Ya para 1602 Michoacán y las tierras cercanas incluyendo a la villa de Salamanca fueron separados de la Provincia del Santo Nombre de Jesús para crear una nueva provincia llamada San Nicolás de Tolentino con sede en Valladolid. Los agustinos siguieron expandiéndose hasta mediados del siglo siglo XVII. La planeación del pintoresco representativo monumento salmantino comenzó desde entonces, cuando el fray agustino Diego de Ávila le hizo una petición al obispo de Michoacán Baltazar de Cobarrubias y Múñoz para fundar cuatro conventos de su orden en la entonces provincia de Michoacán a la que pertenecía la villa de Salamanca. Aparte de Salamanca, el rey Felipe III concedió licencia para la construcción de conventos en Celaya, Colima y San Miguel de Allende. Sin embargo, solo se edificaron las de Salamanca y Celaya. En 1609 inició la construcción del convento de San Agustín en Celaya. Al principio dedicaron la construcción en Salamanca a Juan de Sahagún, un fraile del convento agustino en Salamanca, España que fue beatificado por el papa Clemente VIII en 1601.
Los primeros agustinos, incluyendo al primer prior fray Juan de San Nicolás y el fray Francisco de la Anunciación, llegaron a Salamanca hasta 1615. Fueron al cabildo de Salamanca, llevando con ellos la carta que les daba permiso para fundar un convento en esa villa. El documento que llevaban los dos frailes dictaminó que debían fundar el convento en casa de Juan de Cuéllar, que se ubicaba en un solar de Silvestre Aguirre. Aquí se localizó la primera ermita de los agustinos mientras se les otorgara un mejor lugar en la villa que lograron conseguir en 1616. El cabildo les dio terrenos para asentar a los indígenas que ayudarían para la construcción del convento, así como también para reunir el ganado que los agustinos habían juntado en un año mediante donaciones.
Sin embargo no comenzaron las obras hasta unas décadas después debido a la falta de recursos. La ermita agustina en sus primeros años fue muy pobre. La provincia de San Nicolás de Tolentino ordenó que el convento de Santa María Magdalena de Cuitzeo donara una hacienda de Valle de Santiago para los agustinos salmantinos. Ya para mediados del siglo XVII la adquisición de unos ranchos y haciendas dieron prosperidad a los agustinos para iniciar la construcción del convento.
En cuanto a la edificación del actual inmueble pueden marcarse dos etapas diferentes de construcción. La primera se inició el 1 de mayo de 1642 durante el priorato de fray Miguel de Guevara, quien colocó la primera piedra del convento. El arquitecto Antonio de Elexalde Roxas el viejo fue encargado de las obras. Dentro de dos años había finalizado la construcción de los muros del templo. Entre 1652 y 1655 se techaron el presbiterio y el crucero y finalizó la construcción de la cúpula durante el priorato de Gabriel de Corchera. De 1656 a 1677 se edificaron las torres. Se llevó a cabo la ornamentación del interior del templo por el restante del siglo XVII. Un dato curioso es que en 1699 el rey Carlos III concedió licencia para que el monasterio agustino salmantino fuera trasladado al Valle de Santiago. Tanto el convento como la villa entera se encontraban en un estado de deterioro, ya que muchos salmantinos se habían mudado al Valle de Santiago.
Es posible que durante la primera etapa se haya levantado el claustro menor, dado que la concepción estilística de estos elementos revela su creación en el siglo XVII. El claustro menor tiene majestuosos arcos y pilares del estilo barroco queretano. Esta etapa terminó en 1706. La segunda etapa de construcción se inició en 1750 y dentro de este periodo es posible datar el claustro mayor de estilo herreriano de la época del Renacimiento. Esta etapa concluyó en 1761. Este convento fue tan importante que sirvió como sede de la provincia agustina de San Nicolás de Tolentino, que abarcaba los estados de Michoacán, Guanajuato, Querétaro, Jalisco, Zacatecas, Durango y San Luis Potosí. El claustro menor serviría para ser un convento de clausura para los monjes.
En la segunda mitad del siglo XVIII fueron contratados dos maestros tallistas para ejecutar unas obras. Pedro Jesús de Rojas en Santiago de Querétaro inicialmente realizó los retablos laterales de los cruceros. En 1768 también se le encargó el retablo mayor de estilo churrigueresco dedicado a Juan de Sahagún. Los retablos restantes fueron fabricados en Salamanca por Antonio de Elexalde el joven comenzando en 1771 y siendo terminados para la bendición solemne el 28 de agosto de 1782, festividad de San Agustín. Los dos ubicados al pie de la nave fueron dedicados a Nuestra Señora de Guadalupe y Agustín de Hipona. Todos eran retablos decorados en hoja de oro de 24 quilates. En 1836 fue desmantelado el altar mayor dedicado a Juan de Sahagún y sustituido por el neoclásico actual, obra del arquitecto celayense Francisco Eduardo Tresguerras. De 2000 a 2002 fueron restaurados los retablos. De 2010 a 2016 fueron restauradas las torres del templo y se les agregó iluminación.
En 1833 el convento fungió como cuartel militar. Antonio López de Santa Anna perseguía a Mariano Arista, quien se había levantado en armas y ocupaba a la ciudad de Guanajuato. Ese mismo año una epidemia de cólera azotó a la región y el convento fue convertido en hospital. De 1834 a 1858 fue creado un colegio con cursos de humanidades, filosofía y teología para todos tipos de alumnos, ya fueran seglares o novicios. El 10 de marzo de 1858 el convento fue convertido por segunda vez en hospital para alojar a los heridos de la Batalla de Salamanca, batalla donde los conservadores vencieron a los liberales al inicio de la guerra de Reforma. Desde la guerra de independencia de México el convento había permanecido bajo el control de los agustinos. En 1860 con la victoria de los liberales en la guerra de Reforma fueron implementados los leyes de Reforma y exclaustrados los agustinos. De 1867 a 1914 el convento sirvió como penitenciaría del estado. Durante la Revolución mexicana fue un cuartel militar usado por el Ejército Constitucionalista.
De 1921 a 1925 fue la Escuela Central de Artes y Oficios. De 1929 a 1973 el claustro menor fue la Escuela Primaria Francisco I. Madero y de 1944 a 1963 el claustro mayor fue sede de las oficinas administrativas del sindicato petrolero de la ciudad. Por gran parte del siglo XX el convento había caído en deterioro y esto forzó que algunos salmantinos tomaran acción para restaurar el convento. Una sociedad civil formada por ellos logró impulsar la restauración completa del claustro mayor de 1999 a 2002.

## Arquitectura

### Templo de San Agustín

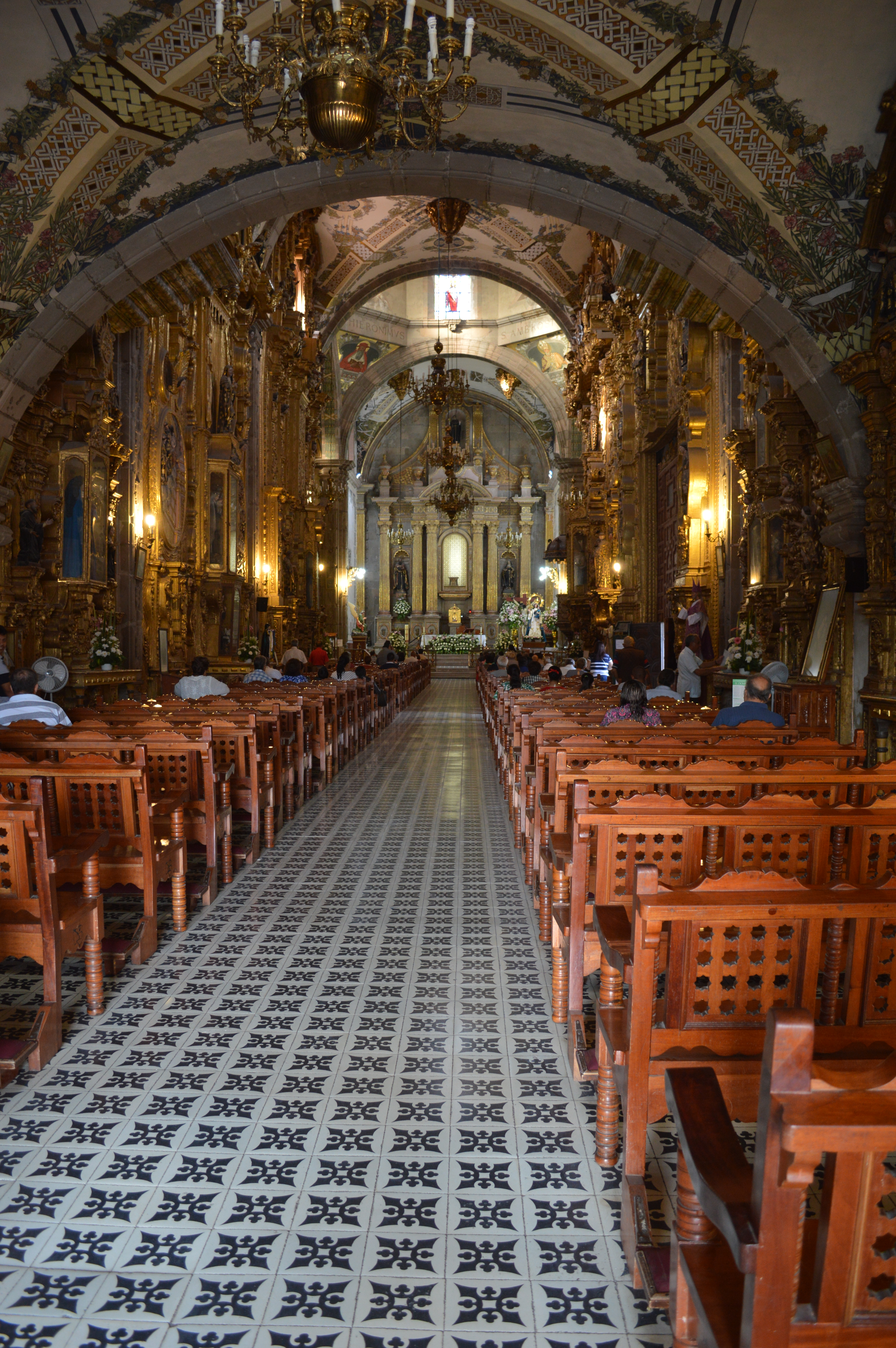
La nave del templo de San Agustín, considerado el «Relicario Virreinal de América».

Se accede al templo de San Agustín por la avenida Revolución. En frente de la iglesia se encuentra su antiguo atrio ahora convertido en la Plaza Cívica Miguel Hidalgo. Se ubica en la parte poniente del complejo conventual. Tiene una planta de cruz latina con una cúpula en el crucero y un ábside rectangular. La antesacristía de la iglesia se localiza en la izquierda. La fachada está compuesta de cantera y tiene un estilo sobrio, se accede a la iglesia a través de un arco de medio punto está bordado por columnas salomónicas. Encima de la ventana coral resalta un Cristo tallado en piedra. Tiene dos torres anchas de un cuerpo de remate piramidal con linternas. Las torres tienen una planta cuadrangular con doble arco de medio punto en cada lado. Cada torre tiene pilastras decoradas con 12 figuras de personajes religiosos, con tres en cada lado. En los lados que dan al poniente se encuentran los santos agustinos y en los lados que dan al oriente se encuentran los apóstoles. El retablo de la celosía que unía a la iglesia con el convento es una gran obra. El retablo principal era dedicado a Juan de Sahagún fue reemplazado por el actual neoclásico.
La nave del templo se compone de cuatro espaciosos tramos, crucero y presbiterio. La sacristía está en forma de U y abraza al presbiterio, otro diseño que es muy raro encontrar en el país. Se hallan dispuestos once retablos churriguerescos que fueron fabricados en Santiago de Querétaro hasta 1782, siendo instaladas en el convento en 1782. Destacan los dedicados a Santa Ana y San José; este último de aproximadamente 15 metros de alto y diez de ancho.
El diseño de estos retablos se considera como parte del estilo queretano de mediados del siglo XVIII, pues comparten ciertas características como el uso de tallados en forma de petalillo al fondo, la disposición de telones, cortinajes y coronas y la aplicación detallada de finas láminas de oro y estofado. Tal como indica Luis Serrano Espinoza, "la similitud entre los retablos de Salamanca y los de Santa Rosa de Viterbo en la ciudad de Querétaro, es tan evidente que la nave de una pudiera ser una extensión de la otra."
En el lado derecho del crucero se puede observar un gran púlpito labrado en caoba y tiene elementos como pintura al óleo e incrustaciones de marfil. La sacristía destaca por su mesa de forma octagonal que era usado para servicios religiosos. La mesa tiene un pequeño cajón donde se guardaban objetos diversos importantes para las celebraciones litúrgicas. La mesa es rematada por un tibor que parece un corazón trabajado en madera que también tiene elementos como pinturas religiosas e incrustaciones de marfil. Tanto la mesa como el púlpito son de Filipinas y fueron hechas en el siglo XVIII. En este espacio también destaca la amplia colección de pinturas al óleo hechos a través de varios siglos. Hay un Cristo del siglo XVII hecha en una pieza sola de mezquite. En la parte superior del crucero se puede observar la cúpula de arista sobre un tambor octagonal de ventanas con dintel. Las pechinas tienen pinturas al óleo de los cuatro doctores de la Iglesia: Ambrosio de Milán, Jerónimo de Estridón, Agustín de Hipona y Tomás de Aquino.

### Claustro Mayor

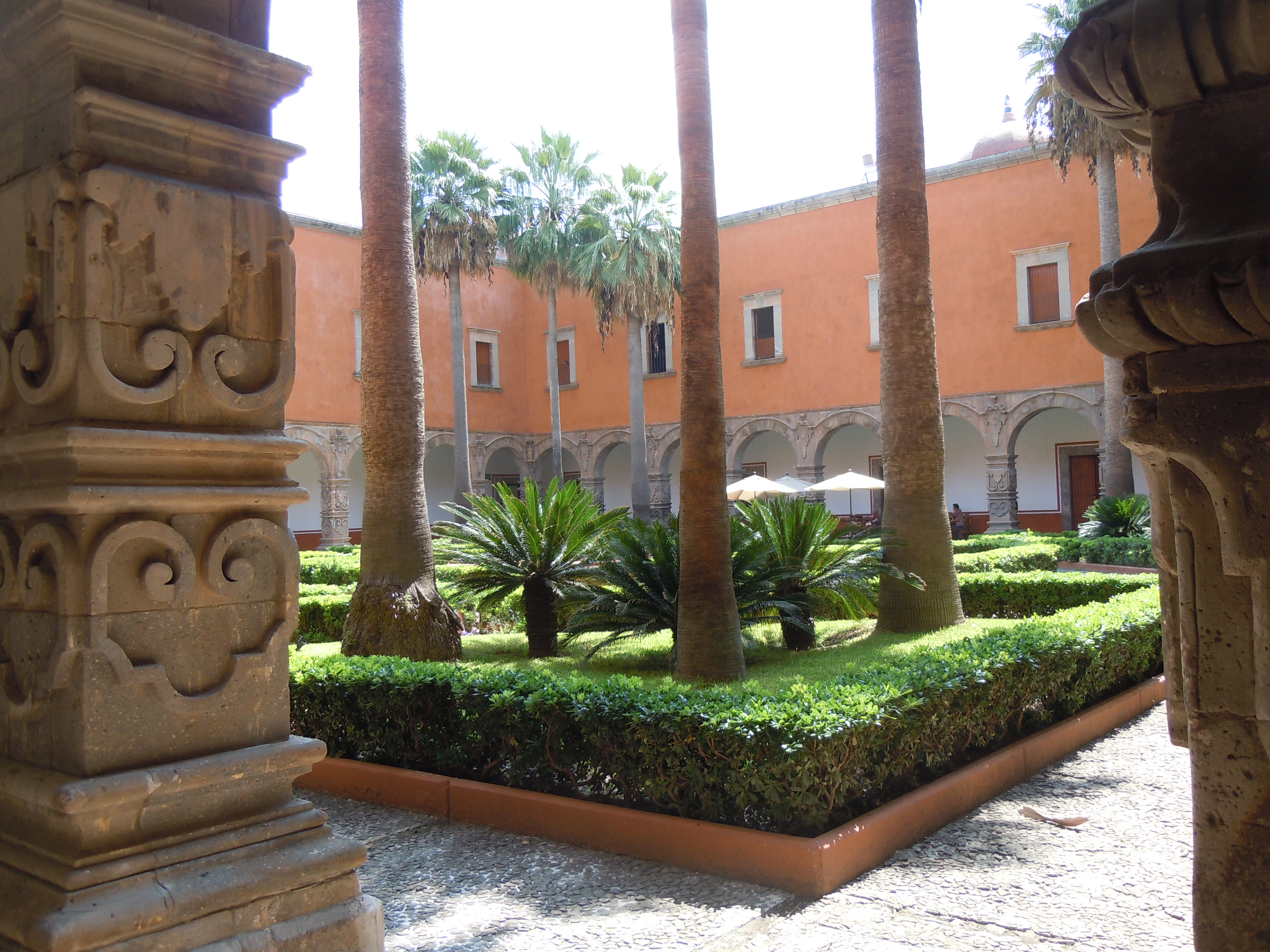
El claustro mayor de estilo barroco data del.

El claustro mayor fue proyectado para ser una real y pontificia universidad dirigida por los mismos agustinos, inspirada en la Universidad de Salamanca en la ciudad homónima en España. Sin embargo el proyecto fracasó debido a su cercanía con el colegio franciscano en Celaya. El claustro mayor terminó fungiendo como una casa capitular donde se reunían los agustinos de la provincia cada cuatro años para elegir a sus autoridades.
Se accede al claustro mayor por la avenida Revolución. El refectorio funcionaba como el enlace entre el claustro mayor y el claustro menor. Es un claustro con un diseño barroco novohispano. Está distribuido alrededor de un patio cuadrangular enorme configurado por cuarenta arcos de medio punto. Tiene dos plantas. En la parte norte de la planta baja, se localiza un gran salón, en la parte sur hay dos salones menores. Hay una aula magna en el poniente y seis celdas en el oriente. En la parte norte de la planta alta hay trece recámaras, en la parte sur hay doce recámaras que cuentan con una capilla, dos patios interiores y los baños. En 1976 se llevó a cabo una restauración del edificio, siendo cambiado los techos, reestructurados los pilares barrocos y conformado el actual jardín del claustro mayor.
Comenzado la década de los años 1980 se habilitó en claustro mayor para albergar una ceramoteca que tiene colecciones importantes de objetos líticos, cerámica, vasijas, además de materiales en proceso de estudio y muestrarios. Los materiales expuestos han sido extraídos tanto de excavaciones como de proyectos arqueológicos hechos en la zona desde los años 1970. Algunos han sido recuperados por inspecciones. La ceramoteca permite que los arqueólogos acudan y conozcan los materiales almacenados.

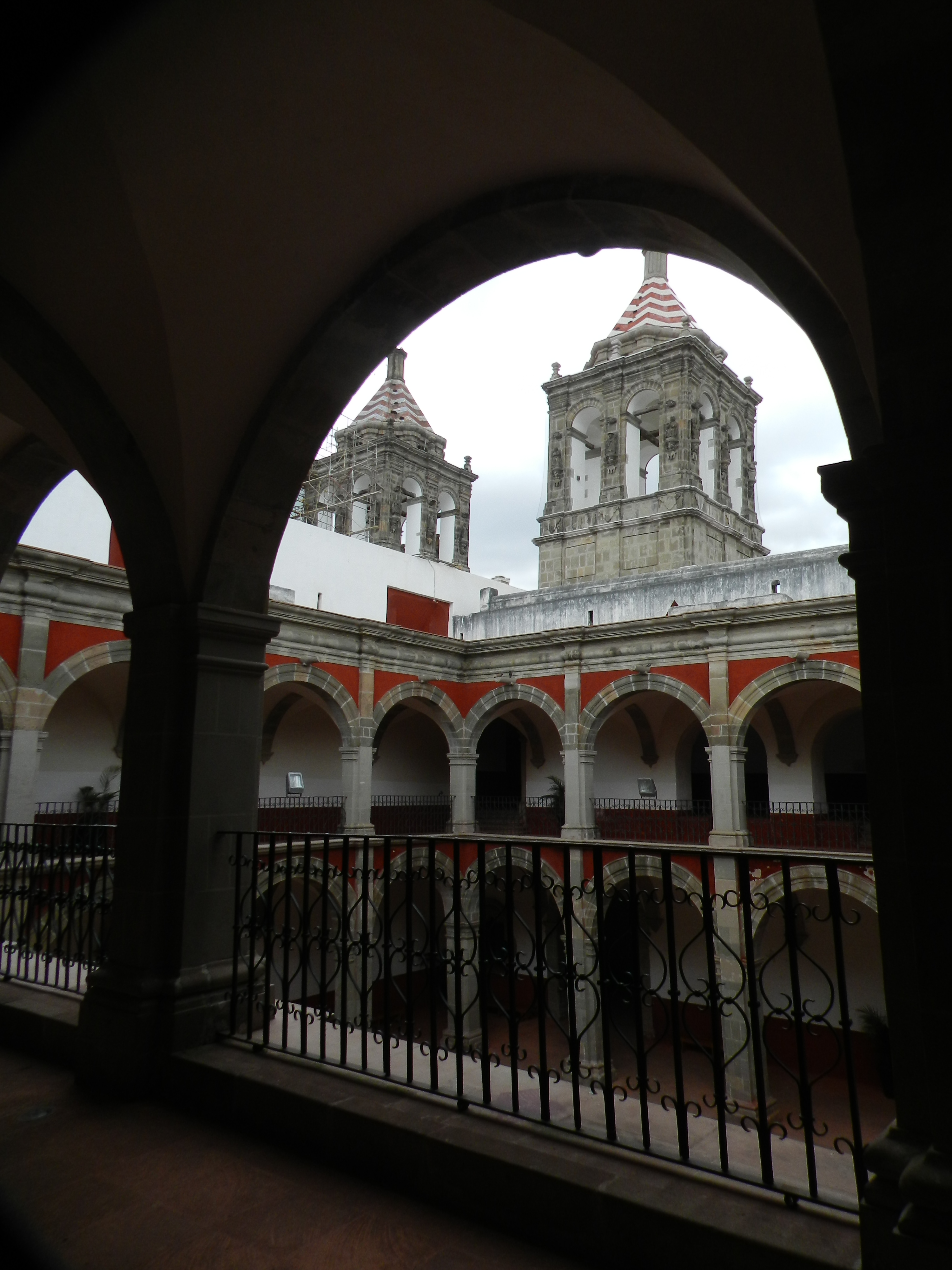
El claustro menor del convento.

A diferencia de la mayoría de los conventos agustinos en México, la planta alta del claustro mayor no tiene arcos ni corredor. En su lugar tiene ventanas que dan directamente a espacios que fueron salones o celdas. Este diseño arquitectónico era muy empleada por los jesuitas, pero poco común en otras órdenes.

### Claustro Menor
Se accede al claustro menor por la avenida Revolución. Está distribuido alrededor de un patio cuadrangular. En la planta baja se encontraban el refectorio, las despensas, la cocina, la sala de profundis, la sala de visitas, la portería, el portal de peregrinos y una escalera que lleva hacia la planta planta. En la planta alta se ubicaban las celdas, la sala vestibular, la sala capitular y la biblioteca. En esta planta se pueden observar los relojes de sol.
En la planta alta del claustro menor a lado del crucero del templo se encuentra una celosía. Las celosías permitían que los religiosos participaran en las ceremonias del templo sin ser vistos por los feligreses, un elemento muy común en los conventos femeninos pero muy escaso en los monasterios. Todo el claustro tiene un estilo herreriano.